# Indianapolis 500 1989

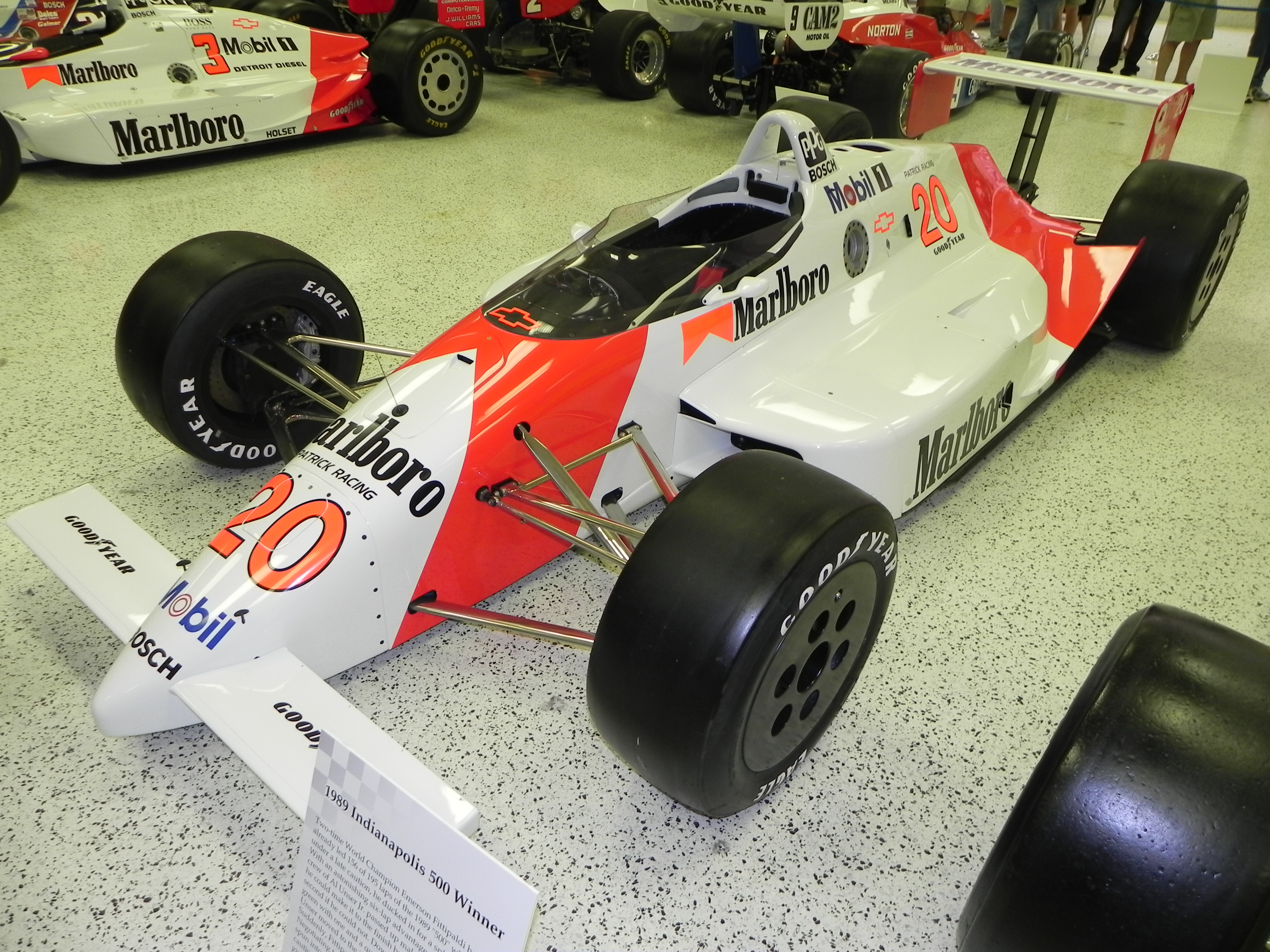
Das Siegerauto von 1989 des Team Penske

Das 73. Indianapolis 500 (offiziell 73th Running of the Indianapolis 500) auf dem Indianapolis Motor Speedway fand am 28. Mai 1989 statt und ging über eine Distanz von 200 Runden à 4,023 km, was einer Gesamtdistanz von 804,672 km entspricht.

## Startaufstellung
| Reihe | Innen | Innen         | Mitte | Mitte             | Außen | Außen              |
| ----- | ----- | ------------- | ----- | ----------------- | ----- | ------------------ |
| 1     | 4     | Rick Mears    | 25    | Al Unser          | 20    | Emerson Fittipaldi |
| 2     | 15    | Jim Crawford  | 5     | Mario Andretti    | 22    | Scott Brayton      |
| 3     | 18    | Bobby Rahal   | 2     | Al Unser jr.      | 30    | Raul Boesel        |
| 4     | 14    | A. J. Foyt    | 28    | Randy Lewis       | 70    | John Andretti      |
| 5     | 8     | Teo Fabi      | 99    | Gary Bettenhausen | 9     | Arie Luyendyk      |
| 6     | 56    | Tero Palmroth | 3     | Scott Pruett      | 71    | Ludwig Heimrath    |
| 7     | 12    | Didier Theys  | 69    | Bernard Jourdain  | 6     | Michael Andretti   |
| 8     | 7     | Tom Sneva     | 91    | Gordon Johncock   | 10    | Derek Daly         |
| 9     | 65    | John Jones    | 1     | Danny Sullivan    | 11    | Kevin Cogan        |
| 10    | 33    | Rocky Moran   | 86    | Dominic Dobson    | 81    | Billy Vukovich III |
| 11    | 50    | Davy Jones    | 24    | Pancho Carter     | 29    | Rich Vogler        |

## Klassifikationen

### Endergebnis
| Pos. | Nr. | Fahrer               | Team                    | Chassis | Motor     | Rd. | Zeit/Rückstand                              | Start |
| ---- | --- | -------------------- | ----------------------- | ------- | --------- | --- | ------------------------------------------- | ----- |
| 1    | 20  | Emerson Fittipaldi   | Patrick Racing          | Penske  | Chevrolet | 200 | 2:59:01.040 Std. 167,581 mph (269,695 km/h) | 3     |
| 2    | 2   | Al Unser jr.         | Galles Racing           | Lola    | Chevrolet | 198 | Unfall                                      | 8     |
| 3    | 30  | Raul Boesel          | Shierson Racing         | Lola    | Judd      | 194 | 6 Rd.                                       | 9     |
| 4    | 5   | Mario Andretti (W)   | Newman/Haas Racing      | Lola    | Chevrolet | 193 | 7 Rd.                                       | 5     |
| 5    | 14  | A. J. Foyt (W)       | Gilmore Racing          | Lola    | Cosworth  | 193 | 7 Rd.                                       | 10    |
| 6    | 22  | Scott Brayton        | Dick Simon Racing       | Lola    | Buick     | 193 | 7 Rd.                                       | 6     |
| 7    | 50  | Davy Jones           | Euromotorsport          | Lola    | Cosworth  | 192 | 8 Rd.                                       | 31    |
| 8    | 29  | Rich Vogler          | Machinists Union Racing | March   | Cosworth  | 192 | 8 Rd.                                       | 33    |
| 9    | 69  | Bernard Jourdain (R) | Andale Racing           | Lola    | Cosworth  | 191 | 9 Rd.                                       | 20    |
| 10   | 3   | Scott Pruett (R)     | Truesports              | Lola    | Judd      | 190 | 10 Rd.                                      | 17    |
| 11   | 65  | John Jones (R)       | Protofab Racing         | Lola    | Cosworth  | 189 | 11 Rd.                                      | 25    |
| 12   | 81  | Billy Vukovich III   | Hemelgarn Racing        | Lola    | Judd      | 186 | 14 Rd.                                      | 30    |
| 13   | 71  | Ludwig Heimrath      | Hemelgarn Racing        | Lola    | Judd      | 185 | 15 Rd.                                      | 18    |
| 14   | 33  | Rocky Moran          | Gilmore Racing          | March   | Cosworth  | 181 | 19 Rd.                                      | 28    |
| 15   | 10  | Derek Daly           | Raynor Motorsports      | Lola    | Judd      | 167 | 33 Rd.                                      | 24    |
| 16   | 56  | Tero Palmroth        | Gohr Racing             | Lola    | Cosworth  | 165 | Aufhängung                                  | 16    |
| 17   | 6   | Michael Andretti     | Newman/Haas Racing      | Lola    | Chevrolet | 163 | Motor                                       | 21    |
| 18   | 86  | Dominic Dobson       | Bayside Motorsports     | Lola    | Cosworth  | 161 | Motor                                       | 29    |
| 19   | 15  | Jim Crawford         | King Racing             | Lola    | Buick     | 135 | Antriebswelle                               | 4     |
| 20   | 12  | Didier Theys (R)     | Arciero Racing          | Penske  | Cosworth  | 131 | Motor                                       | 19    |
| 21   | 9   | Arie Luyendyk        | Dick Simon Racing       | Lola    | Cosworth  | 123 | Motor                                       | 15    |
| 22   | 24  | Pancho Carter        | Leader Card Racers      | Lola    | Cosworth  | 121 | Elektrik                                    | 32    |
| 23   | 4   | Rick Mears (W)       | Team Penske             | Penske  | Chevrolet | 113 | Motor                                       | 1     |
| 24   | 25  | Al Unser (W)         | Team Penske             | Penske  | Chevrolet | 68  | Kupplung                                    | 2     |
| 25   | 70  | John Andretti        | Granatelli Racing       | Lola    | Buick     | 61  | Motor                                       | 12    |
| 26   | 18  | Bobby Rahal (W)      | Kraco Racing            | Lola    | Cosworth  | 58  | Ventil                                      | 7     |
| 27   | 7   | Tom Sneva (W)        | Granatelli Racing       | Lola    | Buick     | 55  | Boxenfeuer                                  | 22    |
| 28   | 1   | Danny Sullivan (W)   | Team Penske             | Penske  | Chevrolet | 41  | Aufhängung                                  | 26    |
| 29   | 28  | Randy Lewis          | Teamkar International   | Lola    | Cosworth  | 24  | Radlager                                    | 11    |
| 30   | 8   | Teo Fabi             | Porsche Motorsports     | March   | Porsche   | 23  | Zündung                                     | 13    |
| 31   | 91  | Gordon Johncock (W)  | Hemelgarn Racing        | Lola    | Buick     | 19  | Motor                                       | 23    |
| 32   | 11  | Kevin Cogan          | Machinists Union Racing | March   | Cosworth  | 4   | Unfall                                      | 27    |
| 33   | 99  | Gary Bettenhausen    | Mann Motorsports        | Lola    | Buick     | 0   | Venitl                                      | 14    |

(W)=früherer Gewinner / (R)=Rookie / alle Starter auf Goodyear-Reifen / Gelbphasen: 7 für 43 Rd.

## Führungsrunden
| Fahrer             | Team               | Anzahl |
| ------------------ | ------------------ | ------ |
| Emerson Fittipaldi | Patrick Racing     | 158    |
| Michael Andretti   | Newman/Haas Racing | 35     |
| Al Unser Jr.       | Galles Racing      | 5      |
| Mario Andretti     | Newman/Haas Racing | 1      |
| Raul Boesel        | Shierson Racing    | 1      |